# Reinhard Hohl (Diplomat)
Reinhard Hohl (* 29. April 1893 in Rheineck; † 10. Februar 1975 in Bern; heimatberechtigt in Heiden) war ein Schweizer Jurist und Diplomat aus dem Kanton Appenzell Ausserrhoden.

## Leben
Reinhard Hohl war ein Sohn von Reinhard Hohl-Custer und ein Bruder von Gertrud Kurz. Verheiratet war er mit Clara-Henriette Hollubetz aus Basel. Er studierte in Bern, Genf und Zürich und erwarb den Doktortitel in Rechtswissenschaften. 1919 wurde Hohl Mitarbeiter im Eidgenössischen Politischen Departement (EPD), wo er ab 1941 als Spezialist für Fragen des internationalen Verkehrswesens tätig war. 1945 löste er Robert Kohli als Chef der Finanzsektion des EPD wie auch als Mitglied der ständigen Delegation für Wirtschaftsverhandlungen mit dem Ausland ab. Dieser gehörten auch Jean Hotz und Heinrich Homberger an. Von 1948 bis 1852 war er Schweizer Minister in Prag. Von 1952 bis 1954 war er in Tokio für die Wiederaufnahme der diplomatischen Beziehungen mit Japan zuständig. Von 1955 bis 1958 arbeitete er in der Botschaft in Wien. Ab 1957 stand er dieser als Botschafter vor.

## Archive
- Dokumente von Reinhard Hohl im Eidgenössischen Departement für auswärtige Angelegenheiten